# Planet Waves
Planet Waves è il quattordicesimo album in studio di Bob Dylan, pubblicato nel gennaio del 1974.

## Descrizione
Nel disco Dylan è supportato dai suoi collaboratori di vecchia data della The Band, con i quali intraprese un tour di riunione dopo l'uscita dell'album (come documentato sul disco Before the Flood). Grazie ai concerti del tour (spesso esauriti) e a una buona campagna promozionale, Planet Waves divenne un buon successo, piazzandosi per quattro settimane al primo posto nella classifica Billboard 200 negli Stati Uniti (la prima volta per Bob Dylan), al quarto in Austria, al quinto in Norvegia e alla posizione numero 7 in Olanda e Gran Bretagna.
Le recensioni furono generalmente positive, rispetto al trattamento riservato agli ultimi album dell'artista (vedi Self Portrait e Dylan), ma non entusiastiche. Comunque l'album venne ritenuto un ritorno al rock per Dylan dopo la sbornia country dei lavori passati.
Inizialmente il titolo dell'album doveva essere Ceremonies Of The Horsemen, un riferimento alla canzone Love Minus Zero/No Limit contenuta nell'album Bringing It All Back Home del 1965; ma l'uscita del disco venne rimandata di due settimane perché Dylan cambiò idea e decise di cambiare il titolo all'ultimo momento.

### Origine e storia
Nell'estate del 1973, Robbie Robertson, leader della The Band, si trasferì a Malibù, California, non lontano dall'abitazione di Dylan all'epoca. Secondo Robertson, l'idea di tornare a collaborare con Dylan scaturì da una chiacchierata tra di loro che ebbe luogo il 28 luglio, quando la Band si esibì davanti ad un centinaio di migliaia di persone durante la manifestazione Summer Jam at Watkins Glen svoltasi nello stato di New York. Dopo aver parlato, l'idea di suonare insieme di nuovo "sembrava veramente tornare ad avere un senso" disse Robertson. «Fu una buona idea, un tuffo nel passato...Gli altri ragazzi della Band vennero a Malibu ed iniziammo a registrare».
Dylan non faceva tour dal 1966, quando la The Band lo accompagnava ancora con il nome di The Hawks. Da allora, aveva suonato con la Band in molte altre occasioni, inclusi i famosi "Basement Tapes" e il concerto di capodanno del 1972, ma non si era mai cimentato in qualcosa di veramente impegnativo. Quando Dylan si unì alla The Band per una seduta di prova a casa di Robertson nel settembre 1973, rimase soddisfatto del risultato, abbastanza da pianificare l'inizio della serie di concerti che sarebbero seguiti.
Non far uscire un nuovo disco prima dell'inizio di un tour sarebbe stato un suicidio commerciale, ma non è certo che questa sia stata l'unica ragione della nascita di Planet Waves. È risaputo che Dylan andò a New York in ottobre per comporre nuovo materiale per un futuro album in lavorazione. Dylan aveva già pronte tre canzoni (Forever Young, Nobody 'Cept You e Never Say Goodbye) che aveva registrato a giugno, e quando ritornò a Malibu dopo i venti giorni passati a New York, ne aveva pronte altre 6.

### Copertina
Il disegno in copertina è opera di Dylan stesso. Sul lato destro della copertina è scritta la frase: "Cast-iron songs & torch ballads".

## Tracce
Tutte le canzoni sono state scritte da Bob Dylan.
1. On a Night Like This – 2:57
2. Going, Going, Gone – 3:27
3. Tough Mama – 4:17
4. Hazel – 2:50
5. Something There Is About You – 4:45
6. Forever Young – 4:57
7. Forever Young (Continued) – 2:49
8. Dirge – 5:36
9. You Angel You – 2:54
10. Never Say Goodbye – 2:56
11. Wedding Song – 4:42

## Formazione
Musicisti
- Bob Dylan: voce, chitarra, armonica, pianoforte.
- Robbie Robertson: chitarre.
- Rick Danko: basso, voce.
- Garth Hudson: organo, tastiere.
- Richard Manuel: pianoforte, batteria.
- Levon Helm: batteria.

Produzione
- Rob Fraboni - produttore & Ingegnere del suono
- Nat Jeffery - Assistente di studio
- Robbie Robertson - Assistente speciale
- David Gahr - Fotografo
- Joel Bernstein - Fotografo